# Torneo Mallorca III
Il Torneo Mallorca III è un torneo professionistico di tennis giocato su campi in terra rossa. Fa parte dell'ITF Women's Circuit. Si gioca annualmente a Maiorca in Spagna.

## Albo d'oro

### Singolare
| Anno | Campionessa      | Finalista      | Punteggio |
| ---- | ---------------- | -------------- | --------- |
| 2011 | Iryna Kurjanovič | Sofija Kovalec | 6-2, 6-3  |

### Doppio
| Anno | Campionesse                     | Finaliste                         | Punteggio |
| ---- | ------------------------------- | --------------------------------- | --------- |
| 2011 | Iryna Burjačok Iryna Kurjanovič | Iveta Gerlová Lucie Kriegsmannová | 7-5, 6-2  |